# 田长春
田长春（1954年3月—），吉林人，中华人民共和国政治人物、外交官。
大学学历。1976年参加工作，先后在中国驻保加利亚使馆、外交部苏欧司、欧亚司工作，历任三秘、二秘、一秘、副处长、处长。1997年，升外交部欧亚司参赞。2000年至2001年，任驻格但斯克总领事。2001年至2007年，担任中华人民共和国驻阿尔巴尼亚大使。2007年至2010年任外交部欧洲司大使。2010年，接替宏九印，担任中华人民共和国驻亚美尼亚大使。
已婚，现有一子。

## 荣誉
外国勋章奖章
- 姆希塔尔·高什奖章（亚美尼亚，2023年6月21日于北京颁发[3]）